# Червоне (Гайсинський район)
Червоне́ — село в Україні, у Гайсинському районі Вінницької області. Населення становить 510 осіб

## Населення

### Мова
Розподіл населення за рідною мовою за даними перепису 2001 року:
| Мова       | Відсоток |
| ---------- | -------- |
| українська | 99,24%   |
| інші       | 0,76%    |

## Географія
У селі бере початок річка Велика Ушиця, права притока Кравчику.

## Історія
22 червня 2023 року рішенням Національної комісії зі стандартів державної мови віднесено до списку населених пунктів, які «можуть не відповідати лексичним нормам української мови», зокрема стосуватися «російської імперської чи колоніальної політики». Громаді рекомендовано обґрунтувати доцільність збереження поточної назви або запропонувати нову назву в установленому законодавством порядку.

## Видатні люди села
- Зібров Павло Миколайович — український естрадний співак, композитор.